# 에리크 바론도
에리크 베르나베 바론도 가르시아(스페인어: Érick Bernabé Barrondo García, 1991년 6월 14일~)는 과테말라의 육상 선수로 주 종목은 경보이다. 2012년 하계 올림픽에서 남자 20km 경보 은메달을 획득했으며, 과테말라 최초의 올림픽 메달리스트가 되었다.

## 개인사
동생인 베르나르도 바론도와 사촌인 호세 바론도 역시 과테말라 국가대표 경보 선수이다.
2013년 8월 과테말라 여자 국가대표 경보 선수인 미르나 오르티스와 결혼했다.